# Air Galicia
Air Galicia é um programa de humor da TVG.

## Sinopse
Cinquenta minutos de humor em que se incluem uma mini-série intitulada "Lopo" que tem lugar na Compostela de princípios do século XII, quando o arcebispo Diego Xelmírez estava a construir a catedral de Santiago e nascia o Camiño como rota de peregrinação. Além disto, o programa conta com uma seção dedicada especialmente aos líderes políticos. Diferentes personagens do programa visitam virtualmente o Parlamento da Galiza para interrogarem os deputados sobre os temas mais delirantes.
Air Galicia é um espaço que pretende, em palavras dos seus criadores, "rir-se duma maneira de ser, a nossa". Uma serie de sketch curtos tentam refletir de maneira irónica a relação que os galegos mantemos com diferentes temas, desde os desportos até o Caminho de Santiago, desde as férias à política e assim com distintas atitudes frente a vida. Air Galicia é um programa de humor em que tem cabida a crítica social, a paródia televisiva e o humor político, sem renunciar a certas doses de surrealismo e transgressão. Embora de temática diferente, todos os programas incluem aparições de personagens recorrentes: um advogado com poucos escrúpulos, uns rapazes de bairro periférico, um camioneiro, o pessoal duma clínica sanitária, um par particular de construtores e a aparição estelar de quatro tiranos mortos: Hitler, Mussolini, Stalin e Pol Pot, que participarão em paródias de programas históricos da televisão mundial. 

## Intérpretes regulares
- Marián Bañobre - Giana
- Evaristo Calvo - Matias, Stalin, Tonecho, Diego Velázquez
- Marcos Correa - Bin Laden, Padre Casares
- Antonio Durán "Morris" - Advogado, Castelao, Dr. Moreiras, Pol Pot, Arcebispo Gelmires
- Carlos Jiménez - João Carlos I (voz), Voz en off (voz)
- Manuel Manquiña - Abelhão, Lopo
- X.M. Olveira "Pico" - Censor, Francisco Franco
- Marcos Pereiro - Costoia, Fidel Castro, Gram Monchinho, Manuel Rivas, Saddam Hussein, Tucho, Froilão
- Federico Pérez - Amadora, José María Aznar, Michelangelo, Benito Mussolini, Paco
- Xosé Manuel Puente "Isi" - "Farruquito", Sigmund Freud, Hitler, Hortênsia, Manuela Moscoso, Pablo Picasso, Víbora
- Isabel Risco - Maria Beatriz "Beti", Nena do exorcista
- Xosé Antonio Touriñán - Apresentador de "Jóias do cinematógrafo"
- Patricia Vázquez - Diana de Gales, "Porcona", Rosalía de Castro

## Intérpretes ocasionais
- Carlos Ares
- Antón Cancelas - Narrador de "Lopo" (voz)
- Manuel Cortés
- Paco Lodeiro - Paco Lodeiro
- Víctor Mosqueira - Ugia
- Piti Sanz - Rui
- Os Tonechos - Os Tonechos